# Août 1885

## Événements
- 7 août : une escadre allemande dirigée par Karl Paschen accoste à Zanzibar et somme le sultan de reconnaître le protectorat allemand sur le continent. 
  - Blocus de Zanzibar par l’Allemagne, la Grande-Bretagne et l’Italie. L’Allemagne occupe la côte du Tanganyika et la Grande-Bretagne la côte du Kenya, tout en maintenant l’autorité virtuelle du sultan.

- 13 août : publication de L'Épingle de Guy de Maupassant dans le quotidien Gil Blas
- 14 août : le Parlement britannique adopte un land bill qui élargit les possibilités pour les Irlandais d’acheter des terres.
- 17 août : le duc de Richmond devient le premier secrétaire pour l’Écosse.

- 23 août : La Cévenole est chantée pour la première fois
- 29 août : accord russo-britannique sur la délimitation de la frontière afghane. Les Russes conservent la ville de Pendjeh, mais les Afghans gardent la passe de Zulficar.

## Naissances
- 3 août - Charles Hibbert Tupper, politicien
- 13 août : Olivier Bournac (mort le 6 janvier 1931)

- 16 août : Alexandre Vachon, archevêque d'Ottawa.
- 23 août :
  - Henry Tizard (mort le 9 octobre 1959), chimiste britannique
  - Robert Fawtier (mort le 21 janvier 1966), historien français

## Décès
- 13 août : Gustave Samanos (né le 21 janvier 1860), officier de marine français
- 18 août : Francis Hincks, politicien.